# Équipe de Moldavie féminine de volley-ball
L'équipe de Moldavie de volley-ball féminin est composée des meilleures joueuses moldaves sélectionnées par la Fédération moldave de volley-ball (Fédération de Volleyball de la République de Moldavie). Elle est actuellement classée au 90e rang de la Fédération internationale de volley-ball au 15 janvier 2010.

## Sélection actuelle
Sélection pour les Qualifications aux championnats du monde de 2010.

Entraîneur : Mihail Copilov  ; entraîneur-adjoint : Ecaterina Covalciuc 